# Административная власть
«Административная власть» (англ. Executive Suite) (другой перевод «Номер для директоров») — чёрно-белая романтическая драма режиссёра Роберта Уайза (1954), созданный по мотивам одноимённого романа Кэмерона Хоули. В ролях — ведущие голливудские звёзды того времени. Специальный приз жюри Венецианского кинофестиваля, номинации на премию «Оскар» и BAFTA.

## Сюжет
Компания «Tredway Corporation», известный производитель мебели в небольшом американском городке, переживает трудные времена, теряя своё влияние на рынке. Именно в этот момент скоропостижно скончался её многолетний президент Авери Баллард. Имя преемника назвать он не успел и совету директоров предстоит принять решение о том, кто же им станет.
Основной кандидат, с точки зрения акционеров компании, властный и амбициозный Лорен Шоу. Он обещает полностью пересмотреть политику производства и сбыта компании и, наконец, сделать её прибыльной. Его противником становится вице-президент Дон Уоллинг: идеалист, привыкший больше заниматься идеями и разработкой новых продуктов. Карьерный рост не особенно интересует его, но постепенно жена и союзники убеждают его в том что он способен добиться цели. Уоллингу придётся пройти сложный путь, через интриги и подковерную борьбу, чтобы занять место президента компании.

## В ролях
- Уильям Холден — Макдональд «Дон» Уоллинг
- Джун Эллисон — Мэри Уоллинг
- Барбара Стэнвик — Джулия Тредвей
- Уолтер Пиджон — Фредерик Алдерсон
- Фредрик Марч — Лорен Финеас Шоу
- Пол Дуглас — Джей Уолтер Дадли
- Луи Кэлхерн — Джордж Найл Касуэлл
- Нина Фох — Эрика Мартин
- Шелли Уинтерс — Ева Бардеман
- Дин Джаггер — Джесси Грим
- Гарри Шэннон — Эд Бенедек
- Уильям Фиппс — Билл Ландин
- Уиллис Бучи — детектив (в титрах не указан)
- Бёрт Мастин — Сэм Тил (в титрах не указан)
- Энн Тиррелл — мисс Нордли (в титрах не указана)

## Награды и номинации
- 1955 номинация на премию Оскар
  - Лучшая женская роль второго плана (Нина Фох).
  - лучшая работа художника-постановщика
  - лучшая работа оператора
  - лучший дизайн костюмов
- 1954 — номинация на премию BAFTA
  - лучший фильм
  - лучший актёр (Фредрик Марч)
- 1954 — фильм-участник основного конкурсного показа Венецианского кинофестиваля и обладатель специальной премии жюри (лучший актёрский ансамбль)